# Circuit de Vilafranca del Penedès
|  | No s'ha de confondre amb Circuit del Baix Penedès. |

El Circuit de Vilafranca del Penedès va ser un circuit de curses temporal habilitat en carreteres públiques de l'Alt Penedès. Va ser el primer en què es van celebrar curses internacionals d'automobilisme a Catalunya, les aleshores anomenades "Curses de Voiturettes" del Gran Premi Penya Rhin, organitzades per la Penya Rhin de 1921 a 1923. Atès que aquelles curses  van ser inscrites per primera vegada al Bureau International, precursor de la FIA, el circuit és considerat el bressol de la Fórmula 1 a l'estat espanyol.

## Característiques
El circuit travessava els termes municipals de Vilafranca del Penedès, Santa Margarida i els Monjos i la Múnia (Castellví de la Marca). Tenia una longitud de 14,790 km. A la cursa del 1921 s'hi van fer 30 voltes, que fan un total de 443,700 km, i a les dels anys 1922 i 1923 en van ser 35, que fan un total de 517,650 km. Les carreteres encara segueixen a l'actualitat el mateix traçat d'aquells campionats d'automobilisme: el tercer costat del triangle que formaven la Múnia, Santa Margarida i Vilafranca és encara un tram de la N-340.
El projecte de la competició del 1921 especificava les característiques d'un dels punts més significatius del circuit: la recta de tribunes. En fonts coetànies s'hi pot llegir:
| « | Han empezado a instalarse las tribunas, de soberbio aspecto y de considerables dimensiones, capaces para cerca de tres mil personas, que darán amplia satisfacción a cuantos con toda comodidad deseen presenciar desde ellas las incidencias de la carrera. | » |

| « | [...]instalación de una gran tribuna en el trozo del circuito de Almunia al viraje de Vilafranca y poco antes de éste, lugar donde se divisa gran parte de circuito. Dichas tribunas serán capaces para más de seis mil personas, de construcción especial y desmontables, con dos filas de palcos separadas por amplio pasillo y extensas graderias posteriores. | » |

## Història
La celebració de les curses va superar amb escreix la realitat de Vilafranca i les poblacions de l'entorn, ja que les cròniques parlen d'un total de 50.000 espectadors situats al llarg del recorregut (cal tenir en compte que la capital del Penedès tenia una població de 7.958 habitants, de manera que l'assistència de públic va multiplicar quasi per sis la població). Aquest fet va suposar igualment que el diumenge 16 de d'octubre de 1921 s'organitzessin nombrosos trens especials per tal de portar bona part d'aquest públic des de Barcelona (si bé els cartells i programes s'havien presentat anunciant el dia 19 de juny, la comissió organitzadora va decidir de traslladar la prova al 16 d'octubre).
La cursa organitzada per la Penya Rhin al circuit de Vilafranca del Penedès va suposar la configuració de diversos aspectes dels campionats d'automobilisme, alguns dels quals encara es mantenen avui dia, com ara que cada equip s'identifiqués amb un color específic. La sortida de tots els vehicles de manera conjunta es va fer per primera vegada a la cursa de 1923. Tot i que els recursos mecànics i tècnics de la dècada del 1920 eren molt diferents dels actuals, algunes de les marques participants en les tres curses celebrades al circuit encara mantenen la seva activitat automobilística als nostres dies.
Les circumstàncies històriques i polítiques d'aquells anys a l'estat espanyol i especialment el fet que el 13 de setembre de 1923, abans de la celebració de la tercera cursa al circuit, el general Miguel Primo de Rivera dissolgués les corts espanyoles i imposés un directori militar amb el vistiplau del rei Alfons XIII van acabar determinant que les curses de la Penya Rhin no tinguessin continuïtat.

## Resultats de les curses
| Ed. | Any  | Pos. | Pilot                   | Temps         | Vehicle        | Mitjana      | Ref.                               |
| --- | ---- | ---- | ----------------------- | ------------- | -------------- | ------------ | ---------------------------------- |
| I   | 1921 | 1    | Pierre de Vizcaya       | 5h 11' 19"    | Bugatti T13    | 85,320 km/h  | [ 12 ] [ 13 ] [ 14 ] [ 15 ]        |
| I   | 1921 | 2    | Mauri Monés             | 5h 35' 36"    | Bugatti T13    | 79,300 km/h  | [ 12 ] [ 13 ] [ 14 ] [ 15 ]        |
| I   | 1921 | 3    | V. Revaux               | 7h 00' 20"    | La Perle       | 63,680 km/h  | [ 12 ] [ 13 ] [ 14 ] [ 15 ]        |
| II  | 1922 | 1    | Kenelm Lee Guinness     | 4h 55' 46"    | Talbot-Darracq | 105,007 km/h | [ 16 ]                             |
| II  | 1922 | 2    | Louis de Zborosky       | 5h 00' 19"    | Aston Martin   | 103,073 km/h | [ 16 ]                             |
| II  | 1922 | 3    | Maurizio Ramassotto     | 5h 06' 21"    | Chiribiri      | 101,384 km/h | [ 16 ]                             |
| II  | 1922 | 4    | Henry Seegrave          | 5h 28' 42"    | Talbot-Darracq | 94,400 km/h  | [ 16 ]                             |
| II  | 1922 | 5    | Jesús Batlló            | 6h 13' 44"    | M.A.           | 82,900 km/h  | [ 16 ]                             |
| II  | 1922 | 6    | José Feliu              | 6h 17' 59"    | Elizalde       | 82,100 km/h  | [ 16 ]                             |
| II  | 1922 | 7    | Fernando de Vizcaya     | a tres voltes | Elizalde       |              | [ 16 ]                             |
| II  | 1922 | 8    | Bianchi                 | a deu voltes  | S.R.C.         |              | [ 16 ]                             |
| III | 1923 | 1    | Albert Divo             | 4h 45' 54"    | Talbot-Darracq | 108,700 km/h | [ 17 ] [ 18 ] [ 19 ] [ 20 ] [ 21 ] |
| III | 1923 | 2    | Louis de Zborosky       | 4h 49' 01"    | Aston Martin   | 107,700 km/h | [ 17 ] [ 18 ] [ 19 ] [ 20 ] [ 21 ] |
| III | 1923 | 3    | Dario Resta             | 5h 21' 09"    | Talbot-Darracq | 96,700 km/h  | [ 17 ] [ 18 ] [ 19 ] [ 20 ] [ 21 ] |
| III | 1923 | 4    | Fernando de Vizcaya     | 5h 21' 54"    | Elizalde       | 96,500 km/h  | [ 17 ] [ 18 ] [ 19 ] [ 20 ] [ 21 ] |
| III | 1923 | 5    | Tazio Nuvolari          | 5h 47' 14"    | Chiribiri      | 89,300 km/h  | [ 17 ] [ 18 ] [ 19 ] [ 20 ] [ 21 ] |
| III | 1923 | 6    | José Feliu              | 5h 59' 32"    | Elizalde       | 86,400 km/h  | [ 17 ] [ 18 ] [ 19 ] [ 20 ] [ 21 ] |
| III | 1923 | 7    | Patricio de Satrústegui | 6h 8' 19"     | Elizalde       | 84,300 km/h  | [ 17 ] [ 18 ] [ 19 ] [ 20 ] [ 21 ] |

Nota.- La resta de participants va abandonar per accident o avaria.